# اتحاد كوستاريكا لكرة القدم

الشعار السابق للاتحاد

تأسس اتحاد كوستاريكا لكرة القدم في عام 1921م وانضم إلى الاتحاد الدولي لكرة القدم في 1927م وانضم إلى اتحاد أمريكا الشمالية لكرة القدم في 1962م.